# Coordinación Socialista Latinoamericana
La Coordinación Socialista Latinoamericana (CSL) es una organización internacional-latinoamericana de carácter socialista democrática que agrupa a organizaciones socialistas de carácter autónomo de la América Latina y el Caribe, así como las fundaciones e institutos de pesquisa de los referidos partidos.
A propias palabras de la organización "se constituye en un espacio de debate de temas latinoamericanos comunes y articula iniciativas para fortalecer la tendencia socialista a través de Conferencias y de relatorías periódicas."

## Historia
A fines de 1980, se encomendó al Partido Socialista del Uruguay la preparación de un Proyecto de Seminario de confrontación ideológica, seminario que finalmente se realizó en Lima, durante los días 16 al 18 de abril de 1984, organizado por el Partido Socialista Revolucionario del Perú. En dicho evento se aprobó el «Documento de Lima» (que recogió cuatro tesis fundamentales: Socialismo y Nación, Socialismo y Democracia, Bloque Social Alternativo y Unidad Latinoamericana), indicativo del alto grado de identidad política de más ambiciosos contenidos. Ganada la democracia política en el Uruguay y la legalidad de su Partido Socialista, esta organización promovió la realización de dos Reuniones de Trabajo a fin de cumplimentar la agenda de Lima. Ya en enero de 1986 se convocó a la Primera Conferencia Política del Socialismo Latinoamericano, que se realizó en Montevideo, entre los días 11 y 13 de abril, conferencia de la cual nace propiamente tal la Coordinación Socialista Latinoamericana. A la misma fueron convocadas quince organizaciones socialistas suramericanas, paso inicial de un proyecto político, ideológico y orgánico de vocación continental; entre las nacionalidades de los partidos miembros de la organización está Argentina, Brasil, Chile, Ecuador, Paraguay, Uruguay, Venezuela, entre otras naciones del continente americano.
En esta primera conferencia asistieron como exponentes el Partido Socialista de Uruguay, el Partido Socialista de Chile, el Partido Socialista Revolucionario de Perú, el Movimiento Electoral del Pueblo de Venezuela y el Partido Socialista Popular de Argentina, así como diversos partidos socialistas, partidos socialdemócratas europeos, la Organización para la Liberación de Palestina (OLP) y otras. Se llamó a la solidaridad con los pueblos árabes como Libia y Palestina, con las naciones latinoamericanas como Cuba, Nicaragua y Chile, y se rindió homenaje a los líderes del socialismo latinoamericano Salvador Allende, Vivian Trías y Marcelo Quiroga Santa Cruz. 
En la segunda conferencia de Lima, 23 de junio y 24 de noviembre de 1986, el primer Secretario electo resolvió convocar a la Segunda Conferencia Política del Socialismo Latinoamericano (Ciudad de México, 15 al 17 de mayo de 1987), bajo el patrocinio del naciente Partido Mexicano Socialista, uno de cuyos integrantes, el Partido Socialista Unificado de México, ya había participado en la Primera Conferencia como invitado.
La tercera conferencia se reunió en Lima, Perú, del 28 al 30 de octubre de 1988, la que fue denominada como “Salvador Allende: socialismo y democracia”.
La cuarta conferencia fue realizada en Santiago de Chile entre el 26 y el 28 de abril de 1990. Se discutió un amplio temario sobre los cambios en la situación mundial y su impacto en América Latina, y las respuestas del socialismo latinoamericano ante las nuevas realidades.
La quinta conferencia se reunió en Montevideo el 24 y 25 de mayo de 1995, con la presencia de los siguientes partidos miembros: PSP de Argentina, MBL de Bolivia PT y PDT de Brasil, PS de Chile, PSE de Ecuador, PRD de México, PS de Uruguay y MAS de Venezuela. Por consenso, se aprobó la Declaración de Montevideo
La sexta conferencia fue celebrada en Quito, durante los días 22, 23 y 24 de mayo de 1997, con la presencia de delegados y los Partidos: Socialista Democrático y Socialista Popular de Argentina; del MBL de Bolivia, del PS y PT del Brasil; del PS de Uruguay, del PS de Chile; del MAS de Venezuela y el PS Frente Amplio de Ecuador. En los 3 días de deliberaciones se trataron los temas: “Desarrollo sostenible y alternativa progresista latinoamericana”, “Perfiles históricos del socialismo de cara al siglo XXI” y “Reforma del Estado en A mérica Latina. Gobernabilidad y Democracia”. Se incorporó como miembro pleno de la CSL , el PSD de Argentina. Al finalizar el evento se emitió la “Declaración del Pichincha”, se efectuó un homenaje por el 25 y 30 aniversarios respectivos de las muertes de Salvador Allende y Ernesto “Che” Guevara.
Con ocasión del X Encuentro del Foro de Sao Paulo, reunido en la ciudad de La Habana del 4 al 7 de diciembre de 2001, se reunió también la Coordinación Socialista Latinoamericana. Estuvieron presentes el Partido de los Trabajadores y el Partido Socialista Brasileño, el Partido Socialista Popular de Argentina, el Partido Socialista de Uruguay, el Movimiento Bolivia Libre, el Partido Socialista Revolucionario del Perú, el Partido Socialista – Frente Amplio del Ecuador y el Partido de la Revolución Democrática de México.
En la ciudad de Brasilia, el 17 de febrero del 2010, se reunió la séptima conferencia de la Coordinación Socialista Latinoamericana teniendo como partidos anfitriones al Partido Socialista de Brasil y al Partido de los Trabajadores (PT) también del Brasil. A la cita socialista concurrieron delegaciones oficiales de los partidos anfitriones y de los partidos Socialistas de Argentina, Chile, Ecuador y Uruguay. Además concurrió el PRD de México, también miembro de la CSL. En calidad de invitados concurrieron delegaciones de diversos partidos de Europa, Asia y América quienes siguieron de cerca las deliberaciones, informes y análisis que efectuaron los partidos miembros de la CSL respecto de la situación orgánica de la CSL, así como de la realidad política de los países de los cuales provienen los partidos integrantes de la Coordinación Socialista Latinoamericana.

## Objetivos
Según los estatutos de la Coordinadora, sus objetivos fundamentales son:
a) Defender la democracia, la libertad, el socialismo, la sociedad plural, justa, solidaria, y ecológicamente equilibrada, así como erradicar la pobreza, y reducir las desigualdades regionales y sociales;
b) Realizar seminarios y simposios, con la participación de las fundaciones e institutos de pesquisa de los partidos, a fin de formular propuestas comunes a los desafíos políticos, sociales y económicos en América Latina y Caribe;
c) Practicar la solidaridad socialista y el desarrollo de la ayuda mutua, defender el pluralismo político, la protección de los derechos humanos, la valorización social del trabajo y la concretización de los derechos sociales básicos;
d) Intercambiar datos e informaciones sobre la realidad política, social y económica de los países, además de experiencias exitosas de gobiernos;
e) Estrechar y promover el intercambio entre los institutos y escuelas de formación políticas de los miembros por intermedió de cursos, publicaciones y becas de estudiantes;
f) Concertar, de común acuerdo, iniciativas de relaciones internacionales, formular líneas programáticas y estratégicas de integración, así como mejorar e incentivar la cooperación de las redes regionales, impulsando la unidad política y económica de nuestra región.

## Relaciones internacionales
La Coordinadora Socialista Latinoamericana interactúa frecuentemente con el Foro de Sao Paulo y con COPPPAL.
De igual forma, ha extendido la invitación a diversas organizaciones amigas a los distintos foros y conferencias que la CSL ha realizado, entre las organziaciones invitadas se encuentran: Frente Sandinista de Liberación Nacional, Partido Comunista Cubano, Frente Farabundo Martí de Liberación Nacional, Partido Social Demócrata de Guatemala, Partido Socialista de Estados Unidos, Baaz de Iraq, Organización para la Liberación Palestina, MAPAM, Frente Polisario, entre otros.

## Miembros
Los siguientes partidos políticos y movimientos de la región están representados en la CSL:
| Argentina |  |  | Partido Socialista                 | PS         | - Socialdemocracia - Socialismo democrático                             | Centroizquierda               | 2/257  | 0/72  | 0/24    | Oposición |
| Bolivia   |  |  | Movimiento al Socialismo           | MAS – IPSP | - Socialismo del siglo XXI - Indigenismo - Populismo de izquierda       | Izquierda a extrema izquierda | 75/130 | 21/36 | 3/9     | Gobierno  |
| Brasil    |  |  | Partido de los Trabajadores        | PT         | - Socialdemocracia - Populismo de izquierda - Lulismo                   | Centroizquierda a izquierda   | 67/513 | 9/81  | 4/27    | Gobierno  |
| Brasil    |  |  | Partido Democrático Laborista      | PDT        | - Socialdemocracia - Socialismo democrático - Nacionalismo de izquierda | Centroizquierda a izquierda   | 17/513 | 2/81  | 0/27    | Apoyo     |
| Brasil    |  |  | Partido Socialista Brasileño       | PSB        | - Socialdemocracia - Socialismo democrático                             | Centroizquierda               | 14/513 | 1/81  | 1/27    | Apoyo     |
| Chile     |  |  | Partido Socialista de Chile        | PS         | - Socialdemocracia - Socialismo democrático                             | Centroizquierda a izquierda   | 13/155 | 7/50  | 4/16    | Apoyo     |
| Colombia  |  |  | Colombia Humana                    | CH         | - Socialismo democrático - Populismo de izquierda - Ecologismo          | Centroizquierda a izquierda   | 15/188 | 4/108 | 0/32    | Gobierno  |
| Ecuador   |  |  | Partido Socialista Ecuatoriano     | PSE        | - Socialdemocracia - Socialismo democrático                             | Centroizquierda a izquierda   | 1/137  |       | 0/32    | Oposición |
| Panamá    |  |  | Partido Revolucionario Democrático | PRD        | - Socialdemocracia - Tercera vía - Populismo                            | Centro a centroizquierda      | 12/71  |       | 284/701 | Oposición |
| Paraguay  |  |  | Partido Revolucionario Febrerista  | PRF        | - Socialdemocracia - Socioliberalismo - Nacionalismo de izquierda       | Centroizquierda               | 0/45   | 0/80  | 0/17    | Oposición |
| Perú      |  |  | Nuevo Perú                         | NP         | - Socialismo democrático - Mariateguismo - Antifujimorismo              | Izquierda                     | 2/130  |       | 0/25    | Oposición |
| Uruguay   |  |  | Partido Socialista                 | PS         | - Socialismo democrático - Socialdemocracia                             | Centroizquierda a izquierda   | 3/99   | 1/30  | 1/19    | Gobierno  |
| Venezuela |  |  | Movimiento Electoral del Pueblo    | MEP        | - Socialismo - Nacionalismo de izquierda - Chavismo                     | Izquierda                     | 3/277  |       | 0/23    | Apoyo     |
| Venezuela |  |  | Movimiento al Socialismo           | MAS        | - Socialismo democrático - Socialismo de mercado - Antichavismo         | Centroizquierda a izquierda   | 0/277  |       | 0/23    | Oposición |

### Antiguos miembros
- Partido Socialista Popular (Argentina)
- Partido Socialista Democrático (Argentina)
- Confederación Socialista Argentina (Argentina)
- Partido Socialista del Chaco (Argentina)
- MIR - Bolivia Libre (Bolivia)
- Partido Socialista-1 (Bolivia)
- Firmes (Colombia)
- Partido Socialista Costarricense (Costa Rica)
- Partido Socialista Revolucionario (Perú)
- Partido Mexicano Socialista (México)
- Partido Socialista Unificado de México (México)